# Fellows Park
Fellows Park (do 1930 roku Hilary Street) – nieistniejący stadion piłkarski w Walsall, w Wielkiej Brytanii, na którym w latach 1896–1990 swoje mecze rozgrywał zespół Walsall FC.
Pierwszy mecz odbył się 1 września 1896 roku; przeciwnikiem Walsall był Glossop North End. Spotkanie miało charakter towarzyski. Cztery dni później rozegrano pierwszy mecz w lidze. Na Fellows Park były trzy trybuny. Przez większość okresu swojego istnienia stadion posiadał wyłącznie miejsca stojące. W 1957 zainstalowano sztuczne oświetlenie.
Rekord frekwencji zanotowano w 29 sierpnia 1961 roku. Mecz z Newcastle United obejrzało ponad 25 000 widzów. W 1985 z powodów bezpieczeństwa zredukowano liczbę miejsc do 12 000. Ostatni ligowy mecz na Fellows Park odbył się 1 maja 1990. Wkrótce klub przeniósł się na nowy obiekt – Bescot Stadium.
Na początku lat dziewięćdziesiątych XX wieku stadion Fellows Park został zburzony, a w jego miejscu powstał supermarket Morrisons.
Podział stadionu ze względu na trybuny był następujący:
- Hillary Street End
- Main Stand
- Popular Terrace